# Frailea gracillima
Frailea gracillima ist eine Pflanzenart in der Gattung Frailea aus der Familie der Kakteengewächse (Cactaceae). Das Artepitheton gracillima leitet sich vom Superlativ des lateinischen Adjektivs gracilis für ‚schlank‘ ab.

## Beschreibung
Frailea gracillima wächst einzeln mit sehr schlank zylindrischen, graugrünen Körpern. Die Körper erreichen bei Durchmessern von 2,5 Zentimetern Wuchshöhen von bis zu 10 Zentimetern. Die etwa 13 Rippen sind gerundet, nur undeutlich ausgebildet und in Höcker gegliedert. Die 2 bis 6 abstehenden Mitteldornen sind dunkler als die Randdornen und bis zu 5 Millimeter lang. Die bis zu 20 hellen Randdornen sind dünn und liegen an der Oberfläche des Körpers an. Sie sind bis zu 2 Millimeter lang.
Die gelben Blüten sind bis zu 3 Zentimeter lang und erreichen Durchmesser von bis zu 5 Zentimetern. Die Früchte sind grünlich und weisen Durchmesser von bis zu 6 Millimetern auf.

## Verbreitung, Systematik und Gefährdung
Frailea gracillima ist im Süden von Brasilien, in Paraguay und in Uruguay verbreitet.
Die Erstbeschreibung als Echinocactus gracillimus wurde 1839 von Charles Lemaire veröffentlicht. Nathaniel Lord Britton und Joseph Nelson Rose stellten die Art 1922 in die Gattung Frailea. Ein weiteres nomenklatorisches Synonym ist Astrophytum gracillimum (Lem.) Halda & Malina (2005).
Es werden folgende Unterarten unterschieden:
- Frailea gracillima subsp. gracillima
- Frailea gracillima subsp. horstii (Buining & Brederoo) P.J. Braun & Esteves

In der Roten Liste gefährdeter Arten der IUCN wird die Art als „Vulnerable (VU)“, d. h. als gefährdet geführt.

## Nachweise